# Najib Mikati
Najib Mikati (Arabisch: نجيب ميقاتي) (Tripoli, 24 november 1955) is een Libanees politicus en ondernemer. Sinds september 2021 is hij premier van Libanon, een functie die hij eerder al bekleedde in 2005 en in de periode 2011–2014.

## Biografie

### Opleiding en begin politieke carrière
Mikati werd geboren in een gematigde soennitische familie in de Noord-Libanese havenstad Tripoli. Mikati studeerde bedrijfskunde aan de American University of Beirut.
Voordat hij premier van Libanon was, was hij tussen 1998 en 2004 minister van Openbare Werken. Hij wordt gezien als pro-Syrisch, aangezien hij een persoonlijke vriend van de Syrische president Bashar al-Assad is. Anders dan Saad en Rafik Hariri is Mikati als soennitische moslim niet verbonden met Saoedi-Arabië en de salafistische groeperingen van radicalen in Tripoli en enkele soennitische dorpen in Noord-Libanon. Mikati staat bekend als religieus gematigd, seculier en voorstander van het multi-religieuze systeem.

### Eerste regeerperiode
In september 2004 nam de VN Veiligheidsraad resolutie 1559 aan, die Syrië opriep zijn troepen terug te trekken uit Libanon. Syrië gaf daar in eerste instantie geen gehoor aan. Op 14 februari 2005 werd oud-premier Rafik Hariri bij een bomaanslag gedood, de zoveelste bomaanslag in een serie van aanslagen. Veel Libanese burgers beschuldigden Syrië ervan de aanslag te hebben gepleegd. Eind februari kwam het tot vreedzame betogingen om een diepgaand en internationaal onderzoek in te stellen naar de daders. Tevens protesteerden de Libanezen tegen de Syrische aanwezigheid in Libanon en hoopten ze dat de verkiezingen van juni 2005 door zouden kunnen gaan zonder inmenging van Syrië. De omwenteling werd wel de Cederrevolutie genoemd.
De pro-Syrisch geachte regering van premier Omar Karami besloot op 28 februari 2005 om af te treden. Twee weken later stelde Karami zich opnieuw beschikbaar voor het premierschap. Het lukte Karami echter niet een regering te vormen, waarna hij terugtrad als premier. Najib Mikati werd vervolgens tijdelijk aangesteld als premier.
Eind juni en juli 2005 waren er parlementsverkiezingen, die werden gewonnen door Fouad Siniora.

### Tweede regeerperiode
Siniora werd opgevolgd door Saad Hariri, de zoon van de vermoorde Rafik Hariri. Deze regering viel op 12 januari 2011, nadat elf ministers ontslag hadden genomen. Deze elf ministers waren afkomstig uit de sjiitische Hezbollah-beweging en partijen die eraan gelieerd zijn. Hezbollah weigerde nog langer te accepteren dat Libanon meewerkte met het vanuit de Verenigde Naties gevormde Libanontribunaal, dat vanuit het Nederlandse Leidschendam de moord op Rafik Hariri onderzoekt. De beweging voorzag dat het tribunaal aanklachten jegens prominente leden van Hezbollah zou gaan formuleren en verweet het tribunaal dat het geen betrokkenheid van Israël bij de moord op Hariri onderzoekt. Volgens Hezbollah had Israël daarvoor zowel de motieven als de middelen.
Hierop benoemde president Michel Suleyman op 25 januari 2011 Mikati opnieuw tot premier. De hieropvolgende regeringsonderhandelingen duurden vijf maanden. Hij werd gesteund door Hezbollah. In maart 2013 maakte Mikati zijn aftreden bekend; hij werd opgevolgd door Tammam Salam.

### Derde regeerperiode
Na het aftreden van premier Hassan Diab werd Mikati in de zomer van 2021 nogmaals aangewezen een kabinet te formeren. Zijn derde periode als premier ging op 10 september van dat jaar van start.
Op 8 februari 2025 werd hij als premier opgevolgd door Nawaf Salam.